# サッター郡 (カリフォルニア州)
サッター郡（英: Sutter County）は、アメリカ合衆国カリフォルニア州の郡である。州都サクラメントの北、セントラルバレーのサクラメント川沿いにあり、サクラメント大都市圏に属している。人口は9万9633人（2020年）。郡庁所在地はユバシティである。

## 歴史
サッター郡は、1850年にカリフォルニアがアメリカ合衆国の州になったときからの郡である。1851年に領域の一部がプレイサー郡に割譲された。
サッター郡はカリフォルニア州初期の歴史、特に農業の発展に大きく関わり、複雑な経歴を持つジョン・オーガスタス・サッターに因んで名づけられた。サッターはスイス人を両親に持つドイツ生まれであり、サクラメント・バレーの農業帝国としての可能性をまず認識した一人となり、現在のユバシティの南、フェザー川沿いに1841年に設立したホック農場はサクラメント・バレーでも最初の大規模農業の場所となった。
サッターはメキシコの特許土地ランチョ・ニュー・ヘルベティアを取得し、そこをニュー・ヘルベティアと呼んだ（ここにはサクラメント市も含まれていた）。1850年、金の探求者達がサクラメントの資産の大半をサッターから奪ったときに、ホック農場に隠棲した。
ジョン・ジョセフ・モンゴメリーは1858年にサッター郡のユバシティで生まれた。モンゴメリーはライト兄弟より20年も前の1883年にグライダーの飛行を成功させた航空機のパイオニアであり、「エアロプレイン」の特許を最初に取得した。
1890年代、サッター郡はリバーサイド郡と共に州内では2つしかないアルコールを禁じた郡だった。酒場を禁止し、公衆の場ではアルコールの販売や消費を違法とした。

## 地理
アメリカ合衆国国勢調査局に拠れば、郡域全面積は609平方マイル (1,576 km2)であり、このうち陸地は603平方マイル (1,561 km2)、水域は6平方マイル (16 km2)で水域率は0.99%である。土地の88%は農業と牧畜に使われている。
サッター郡には「世界最小の山脈」と呼ばれるサッター・ビュートがある。火山活動で形成されたこの山脈は平坦なサクラメント・バレーでは異質な地形となっている。
郡の西はサクラメント川、東はフェザー川が流れ、堤防の総延長は240マイル (390 km) ある。サクラメント川の洪水を逸らせるためのサッターバイパス水路が郡の中心部を流れている。

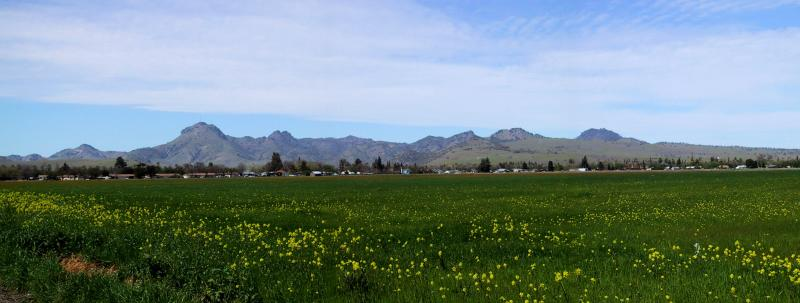
サッター・ビュート

### 国定自然保護地域
- ビュートシンク国立野生生物保護区（部分）
- サッター国立野生生物保護区

### 隣接する郡
- サクラメント郡 - 南
- ヨロ郡 - 南
- コルサ郡 - 西
- ビュート郡 - 北
- ユバ郡 - 東
- プレイサー郡 - 南東

## 都市

### 市
- ユバシティ
- ライブオーク（英語版）

### 国勢調査指定地域（CDP)
- サウスユバシティ
- サッター（英語版）
- ティエラブエナ

### 未編入の町
- カトレット
- カークビル
- リー
- メリディアン（英語版）
- ニコラウス（英語版）
- イーストニコラウス（英語版）
- プレザントグローブ（英語版）
- リーゴ
- リオオソ（英語版）
- リオラマザ
- ロビンス（英語版）
- トロウブリッジ（英語版）
- ベローナ

### 提案中の町
- サッターポイント（英語版）

## 交通

### 主要高規格道路
- カリフォルニア州道20号線
- カリフォルニア州道70号線
- カリフォルニア州道99号線
- カリフォルニア州道113号線

### 公共交通
ユバ・サッター交通が郡内とサクラメント中心街に向かう通勤用バスを運行している。

### 空港
サッター郡空港はユバシティの南にある一般用途空港である。

## 人口動態
以下は2000年国勢調査による人口統計データである。
| 基礎データ - 人口: 78,930人 - 世帯数: 27,033世帯 - 家族数: 19,950家族 - 人口密度: 51人/km2（131人/mi2） - 住居数: 28,319軒 - 住居密度: 18軒/km2（47/mi2） 人種別人口構成 - 白人: 67.52% - アフリカン・アメリカン: 1.91% - ネイティブ・アメリカン: 1.55% - アジア人: 11.26% - 太平洋諸島系: 0.20% - その他の人種: 12.96% - 混血: 4.60% - ヒスパニック・ラテン系: 22.21% - ドイツ系アメリカ人: 10.3% - イングランド系アメリカ人: 7.1% - アイルランド系アメリカ人: 6.1% - 先祖がアメリカ人: 9.0% 主たる言語による人口構成 - 英語: 70.3% - スペイン語: 17.9% - パンジャーブ語: 9.3% | 年齢別人口構成 - 18歳未満: 29.0% - 18-24歳: 9.2% - 25-44歳: 28.2% - 45-64歳: 21.3% - 65歳以上: 12.4% - 年齢の中央値: 34歳 - 性比（女性100人あたり男性の人口） - 総人口: 98.0 - 18歳以上: 94.3 世帯と家族（対世帯数） - 18歳未満の子供がいる: 37.9% - 結婚・同居している夫婦: 57.0% - 未婚・離婚・死別女性が世帯主: 11.7% - 非家族世帯: 26.2% - 単身世帯: 21.2% - 65歳以上の老人1人暮らし: 8.6% - 平均構成人数 - 世帯: 2.87人 - 家族: 3.35人 収入と家計 - 収入の中央値 - 世帯: 38,375米ドル - 家族: 44,330米ドル - 性別 - 男性: 35,723米ドル - 女性: 25,778米ドル - 人口1人あたり収入: 17,428米ドル - 貧困線以下 - 対人口: 15.5% - 対家族数: 12.1% - 18歳未満: 21.3% - 65歳以上: 7.7% |

## メディア
MySYtv.com が地域のニュースをカバーしている。

## 政治
サッター郡はアメリカ合衆国大統領選挙や連邦議会選挙では共和党の強い地盤である。民主党が多数を取ったのは1940年のフランクリン・ルーズベルトが最後だった。連邦議会下院では、第2選挙区に入り、カリフォルニア州議会では下院の第2、上院の第4選挙区に入り、2010年時点でいずれも共和党議員が務めている。
2008年11月4日、同性結婚を禁止するカリフォルニア州憲法修正命題第8号に関する住民投票では、賛成票が70.7%となった。